# کاتسویا اونیزوکا
کاتسویا اونیزوکا ((به ژاپنی:鬼塚 勝也) (به انگلیسی:Onizuka Katsuya), (زادهٔ ۱۲ مارس ۱۹۷۰)) یک قهرمان بازنشسته اتحادیه جهانی بوکس در دسته فوق سبک‌وزن از کیتاکیوشو، ژاپن است. اونیزوکا در ژاپن بسیار محبوب بود و در اوایل دهه ۱۹۹۰ میلادی به همراه اونایچیرو تاتسوکیچی باعث رونق بوکس در این کشور شد.

## زندگی‌نامه
اونیزوکا بوکس را از دوران راهنمایی آغاز کرد و به یک باشگاه محلی بوکس پیوست. او در دوران دبیرستان چندین مسابقه مهم بوکس آماتوری را برنده شد، اما در سال آخر مدرسه در برابر هیروشی کاواشیما شکست خورد. هیروشی کاواشیما بعداً قهرمان شورای جهانی بوکس در دسته فوق سبک‌وزن شد. با اینکه اونیزوکا در دانشگاه خصوصی کیدایی پذیرفته شده بود، تصمیم به ترک دانشگاه و تبدیل شدن به یک بوکسور حرفه‌ای را گرفت. او در یک مسابقه در برابر هیروکی آیوکا که تازه قهرمان شورای جهانی بوکس در دسته سبک‌وزن شده بود، شکست خورد. پس از این شکست او به باشگاه بوکس کیوی در توکیو پیوست و در سال ۱۹۸۸ به عنوان یک بوکسور سبک‌وزن وارد عرصه حرفه‌ای شد.
اونیزوکا به سرعت وضعیت خود را بهبود بخشید و در اکتبر ۱۹۹۰ عنوان قهرمانی فوق سبک‌وزن ژاپن را کسب کرد. او از این عنوان سه بار دفاع کرد و سپس برای مبارزه بر سر عنوان جهانی آماده شد. اولین مبارزه جهانی او در آوریل ۱۹۹۲ بود، جایی که با تانومساک سیثبائوبای برای عنوان قهرمانی اتحادیه جهانی بوکس در دسته فوق سبک‌وزن رقابت کرد. این عنوان قبلاً توسط بوکسور افسانه‌ای گلکسی خائوسایی خالی شده بود. اونیزوکا با تصمیم داوران در دور دوازدهم پیروز شد، که اولین پیروزی جنجالی او در دوران حرفه‌ای‌اش بود. در همان روز، آکینوبو هیراناکا در مکزیک قهرمان اتحادیه جهانی بوکس در دسته فوق سبک‌وزن شد.
او اولین دفاع از عنوانش را در ۱۱ سپتامبر ۱۹۹۰ با پیروزی از طریق ناک‌اوت فنی در دور پنجم انجام داد. این تنها پیروزی از طریق ناک اوت او در مبارزات جهانی بود. سه ماه بعد، او با بوکسور مکزیکی آرماندو کاسترو برای دومین دفاع از عنوان قهرمانی خود مبارزه کرد و پیروزی قاطعی به دست آورد. این مبارزه اوج دوران حرفه‌ای اونیزوکا بود.
سومین دفاع اونیزوکا در ۲۱ مه ۱۹۹۳ در مقابل بوکسور کره‌ای جائه-شین لی‌ام، که پیشتر با نام مستعار «کوتارو هایاشی» شناخته می‌شد، برگزار شد. پیش‌بینی می‌شد که اونیزوکا به راحتی پیروز شود، اما حریف، اونیزوکا را در طول مبارزه تحت فشار شدیدی قرار داد و اونیزوکا با تصمیم داوران پیروز شد. دو نفر از سه داور این مبارزه ژاپنی بودند و هر دو مبارزه را به نفع اونیزوکا امتیاز دادند. این موضوع نتیجه مبارزه را تحت شعاع قرار داد.
پس از مبارزه جنجالی‌اش، اونیزوکا برای بار دوم با تانومساک سیثبائوبای به رقابت پرداخت و در دفاع چهارمش از عنوان قهرمانی با تصمیم داوران در دور دوازدهم پیروز شد. او دفاع موفقیت‌آمیز پنجمش را در تاریخ ۱۰ آوریل ۱۹۹۴ باز هم با تصمیم داوران در دور دوازدهم به ثبت رساند، با وجود اینکه برای اولین بار در دوران حرفه‌ای‌اش در دور پنجم به زمین افتاد.
اونیزوکا در ششمین دفاعش از عنوان قهرمانی در تاریخ ۱۸ سپتامبر ۱۹۹۴ در برابر لی هیونگ‌چول، که شماره یک رده‌بندی اتحادیه جهانی بوکس بود، شکست خورد. در این مبارزه، او در گوشه رینگ محصور شد و به مدت بیش از یک دقیقه به شدت توسط حریف ضربه خورد. داور در دور نهم مبارزه را متوقف کرد و اونیزوکا پس از دو سال دفاع‌های جنجالی، عنوان خود را از دست داد. پس از این مبارزه، مشخص شد که او دچار جداشدگی شبکیه در چشم راستش شده است و بازنشستگی خود را اعلام کرد. اونیزوکا بعدها گفت که از بیش از دو سال پیش نسبت به آسیب در چشم راستش مشکوک بوده، اما این موضوع را پنهان کرده بود تا مجبور به بازنشستگی نشود. رکورد او در پایان دوران حرفه‌ای به صورت ۲۴ پیروزی، یک شکست و بدون هیچ مبارزه برابری بود.